# Pica seca

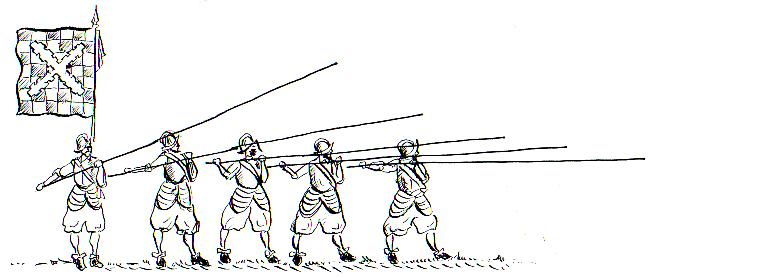
Piqueros

La pica seca, pica simple o pica sencilla era un soldado de los Tercios españoles, que luchaba con pica, sin otro tipo de arma defensiva que le cubriese el torso, aunque portaba capacete o morrión para cubrir su cabeza.
Servía en las hileras centrales del Tercio, lejos del enemigo, y aunque se esperaba no tuviese que combatir, era considerado como un soldado necesario en el Tercio, si bien las picas secas estuviesen formadas por soldados bisoños de menor edad y experiencia.
Aunque las picas secas eran considerados soldados de menor experiencia, tenían mayor ventaja sobre el coselete debido a su ligereza, ya que podían subir una batería al asalto, dar persecución al enemigo roto, correr para tomar un paso frente al enemigo, o hacer correrías para abastecer a la tropa.
Una pica seca cobraba la paga sencilla como soldado (3 escudos) y no recibía ventaja por su oficio, a diferencia del resto de los compañeros, fueran coseletes, arcabuceros o mosqueteros.
Es difícil determinar el número de picas secas que conformaban los Tercios, pero una Ordenanza de 1560 establecía que en un tercio teórico de 3.000 hombres, 460 serían picas secas, mientras que en 1567, en un tercio previsto de 2.500 hombres, daba un número de 650, al tiempo que en una planificación para la Armada de 1588, por cada compañía de picas de 200 hombres, daba un número deducido de 83 picas secas.
En 1632, las Ordenanzas militares aprobadas dictaminaron la desaparición oficial de la pica seca, pues establecieron que el Tercio debía estar compuesto por coseletes, arcabuceros y mosqueteros.
- Datos: Q6074868